# ميكانيكا نسبية
الميكانيكا النسبية في الفيزياء تشير إلى الميكانيكا المتوافق مع النسبية الخاصة والنسبية العامة. يوفر الميكانيك النسبي وصفًا لاكموميًّا لنظام جسيمات أو لمائع عند إمكان مقارنة سرعات الأجسام المتحركة بسرعة الضوء c. نتيجة لذلك، يوسع علم الميكانيك التقليدي بشكل صحيح ليشمل الجسيمات المنتقلة بسرعات عالية والتي تمتلك مقادير مرتفعة من الطاقة، ويوفر ذلك تضمينًا متسقًا للكهرومغناطيسية مع ميكانيك الجسيمات. لم يكن هذا متاحًا في النسبية الغاليلية، حيث كان يسمح للجسيمات والضوء بالانتقال عند أي سرعة حتى لو كانت أسرع من الضوء. أسس الميكانيك النسبي هي مسلمات النسبية الخاصة والنسبية العامة. ينتج الميكانيك النسبي الكمومي عن توحيد النسبية الخاصة مع ميكانيكا الكم، في حين تدعى محاولات التوحيد مع النسبية العامة الجاذبية الكمومية، وهي مسألة غير محلولة في الفيزياء.
كما في الميكانيك التقليدي، يمكن تقسيم الموضوع إلى «علم حركة»: وصف الحركة بتحديد المواضع والسرعات والتسارعات، وعلم «الديناميك»: وصف كامل بدراسة الطاقات وكميات الحركة والعزوم الحركية (الزخوم الزاوية) مع قوانين انحفاظها، والقوى المؤثرة على الجسيمات أو المطبقة من قبلها. ولكن هناك موضوع ثانوي دقيق، إذ يعتمد ما يبدو بأنه «متحرك» وما هو «ساكن» -ما يصطلح عليه باسم «علم السكون» أو «علم التوازن» في الميكانيك التقليدي- على الحركة النسبية للمراقبين الذين يقيسون في إطارات إحداثيات مرجعية.
بالرغم من أن بعض التعاريف والمفاهيم تنتقل من الميكانيك التقليدي للنسبية الخاصة، ككون القوة المشتق الزمني لكمية الحركة (قانون نيوتن الثاني)، والشغل (أو العمل) الذي يؤديه الجسيم هو التكامل الخطي للقوة المطبقة على الجسيم في مسار ما، والاستطاعة (أو القدرة) هي المشتق الزمني للعمل المطبق، فإن هناك عددًا من التعديلات الهامة للتعاريف والصيغ الباقية. تنص النسبية الخاصة على أن الحركة نسبية وأن قوانين الفيزياء نفسها لكل المجربين بغض النظر عن إطارهم المرجعي العطالي. بالإضافة إلى تعديل فهم الزمان والمكان، تجبر النسبية الخاصة المرء على إعادة النظر في مفاهيم الكتلة وكمية الحركة والطاقة، وكلها بنى هامة في الميكانيك النيوتوني (التقليدي). تظهر النسبية الخاصة أن هذه المفاهيم كلها تجليات مختلفة لنفس الكمية الفيزيائية بنفس الطريقة التي تظهر فيها أن الزمان والمكان متشابكان بعلاقاتهما المتبادلة. بالنتيجة، من التعديلات أيضًا مركز ثقل نظام ما، وهو من السهل تعريفه في الميكانيك التقليدي ولكنه أقل وضوحًا بكثير في النسبية.
تصبح المعادلات أكثر تعقيدًا في صياغة الحساب الرياضي المألوف ذي الفضاء الشعاعي ثلاثي الأبعاد؛ بسبب لاخطية معامل لورنتز، الذي يعوض بدقة عن اعتماد النسبية على السرعة وعن حد سرعة كل الجسيمات والحقول. ولكن لهذه المعادلات شكل أبسط وأكثر أناقة في الزمكان رباعي الأبعاد، الذي يضم فضاء مينكوفسكي المسطح (النسبية الخاصة) والزمكان المنحني (النسبية العامة) لأن الأشعة ثلاثية الأبعاد مشتقة من المكان والأشعة السلمية المشتقة من الزمان يمكن جمعها في أربعة أشعة، أو موترات رباعية الأبعاد. ولكن موتر الزخم الزاوي يدعى أحيانًا شعاعًا ثنائيًّا لأنه من وجهة نظر ثلاثية الأبعاد شعاعان (أحدهما هو الزخم الزاوي التقليدي، وهو الشعاع المحوري).

## علم الحركة النسبي
تعرف السرعة الرباعية النسبية، وهي الشعاع الرباعي الممثل للسرعة في النسبية، كما يلي:
{\displaystyle {\boldsymbol {\mathbf {U} }}={\frac {d{\boldsymbol {\mathbf {X} }}}{d\tau }}=\left({\frac {cdt}{d\tau }},{\frac {d\mathbf {x} }{d\tau }}\right)}
{\displaystyle {\tau }} أعلاه هو الزمن المحقق (أو الزمن المناسب أو زمن الجسم) للمسار عبر الزمكان، الذي يدعى -أي المسار- خط العالم، المتبوع وفق سرعة الجسم التي يمثلها ما ورد أعلاه، و:
{\displaystyle {\boldsymbol {\mathbf {X} }}=(ct,\mathbf {x} )}
هو الموضع الرباعي، أي إحداثيات حدث ما. بسبب التأخر الزمني؛ فإن الزمن المحقق هو الزمن بين حدثين في إطار مرجعي عندما يحدثان في نفس المكان. يتعلق الزمن المحقق بالزمن الإحداثي t وفق العلاقة:
{\displaystyle {\frac {d\tau }{dt}}={\frac {1}{\gamma (\mathbf {v} )}}}
حيث {\displaystyle {\gamma }(\mathbf {v} )} معامل لورنتز:
{\displaystyle \gamma (\mathbf {v} )={\frac {1}{\sqrt {1-\mathbf {v} \cdot \mathbf {v} /c^{2}}}}\,\rightleftharpoons \,\gamma (v)={\frac {1}{\sqrt {1-(v/c)^{2}}}}.}
(يمكن استخدام أي من الشكلين) لذا ينتج:
{\displaystyle {\boldsymbol {\mathbf {U} }}=\gamma (\mathbf {v} )(c,\mathbf {v} )}
التعابير الثلاثة الأولى، باستثناء معامل {\displaystyle {\gamma (\mathbf {v} )}}، هي السرعة كما يراها مراقب في إطاره المرجعي الخاص. يتحدد {\displaystyle {\gamma (\mathbf {v} )}} بالسرعة {\displaystyle \mathbf {v} } بين الإطار المرجعي (مجموعة الإحداثيات) للمراقب والإطار الخاص بالجسم، الذي هو إطار الإحداثيات الذي يقاس فيه الزمن المحقق. هذه الكمية لا تتغير بتحويل لورنتز، فلنعرف ما يراه المراقب في إطار مرجعي مختلف، يمكن لنا ببساطة ضرب الشعاع الرباعي للسرعة بمصفوفة تحويل لورنتز بين الإطارين المرجعيين.

## الديناميك النسبي

### الطاقة النسبية وكمية الحركة النسبية
هناك طريقتان (متكافئتان) لتعريف كمية الحركة والطاقة في النسبية الخاصة. إحدى الطريقتين تستخدم قوانين الانحفاظ. إذا بقيت هذه القوانين صالحة في النسبية الخاصة؛ يجب أن تكون صحيحة في كل إطار مرجعي ممكن. لكن، إذا أجرى المرء تجارب فكرية بسيطة باستخدام التعاريف النيوتونية لكمية الحركة والطاقة، فإنه يرى أن هذه الكميات ليست محفوظة في النسبية الخاصة. يمكن للمرء إنقاذ فكرة الانحفاظ بإجراء بعض التعديلات الصغيرة للتعاريف لإدخال السرع النسبية فيها. هذه التعاريف الجديدة هي التي تعد صحيحة لتعريف الطاقة وكمية الحركة في النسبية الخاصة.
كمية الحركة الرباعية لجسم واضحة، فهي تطابق في الشكل كمية الحركة التقليدية، ولكن باستبدال الأشعة الثلاثية بالأشعة الرباعية:
{\displaystyle {\boldsymbol {\mathbf {P} }}=m_{0}{\boldsymbol {\mathbf {U} }}=(E/c,\mathbf {p} )}
الطاقة وكمية الحركة لجسم ذي كتلة متغيرة m0 (تدعى أيضًا الكتلة السكونية) يتحرك بسرعة v بالنسبة لإطار مرجعي معطى، تعطيان على الترتيب وفق:
{\displaystyle {\begin{aligned}E&=\gamma (\mathbf {v} )m_{0}c^{2}\\\mathbf {p} &=\gamma (\mathbf {v} )m_{0}\mathbf {v} \end{aligned}}}
المعامل γ(v) يأتي من تعريف السرعة الرباعية الموصوف أعلاه. يمكن التعبير عن ظهور المعامل ##رمز## بطريقة بديلة، مشروحة في القسم التالي.
الطاقة الحركية K معرفة كما يلي:
{\displaystyle K=(\gamma -1)m_{0}c^{2}=E-m_{0}c^{2}\,,}
وتعطى السرعة كتابع للطاقة الحركية وفق:
{\displaystyle v={\frac {c{\sqrt {K(K+2m_{0}c^{2})}}}{K+m_{0}c^{2}}}={\frac {c{\sqrt {(E-m_{0}c^{2})(E+m_{0}c^{2})}}}{E}}={\frac {pc^{2}}{E}}\,.}

### الكتلة السكونية والكتلة النسبية
الكمية
{\displaystyle m=\gamma (\mathbf {v} )m_{0}}
تُدعى عادةً الكتلة النسبية للجسم في الإطار المرجعي المعطى.
يجعل هذا العلاقة النسبية بين السرعة المكانية وكمية الحركة المكانية تبدو متطابقة. ولكن هذا قد يكون أمرًا مضللًا، إذ فهو غير مناسب في النسبية الخاصة تحت كل الظروف. فمثلًا، لا تُمكن كتابة الطاقة الحركية والقوة في النسبية الخاصة تمامًا كمثيلاتها التقليدية باستبدال الكتلة بالكتلة النسبية فحسب، بل وإن هذه الكتلة النسبية ليست ثابتة في تحويلات لورنتز، على العكس من الكتلة السكونية التي تكون ثابتة. لهذا السبب يجد الكثير من الناس أن من الأسهل استخدام الكتلة السكونية (مدخلين تبعًا لذلك γ عبر السرعة الرباعية أو الزمن الإحداثي)، وإغفال مفهوم الكتلة النسبية.
اقترح ليف ب. أوكن أن «هذا الاصطلاح... لا يمتلك تبريرًا منطقيًّا اليوم» ويجب ألا يتم تدريسه بعد الآن.
جادل فيزيائيون آخرون منهم وولفغانغ ريندلر وت. ر. ساندين بأن الكتلة مفهوم مفيد، وليس هناك أسباب كافية للتوقف عن استخدامها.
يستخدم بعض المؤلفين m للتعبير عن الكتلة النسبية وm0 للكتلة السكونية، في حين يستخدم آخرون ببساطة m للكتلة السكونية. تستخدم هذه المقالة الطريقة الأولى في الكتابة للوضوح.
تتعلق الطاقة وكمية الحركة لجسم ما ذي كتلة غير متغيرة m0 ببعضهما وفق المعادلات:
{\displaystyle E^{2}-(pc)^{2}=(m_{0}c^{2})^{2}\,}
{\displaystyle \mathbf {p} c^{2}=E\mathbf {v} \,.}
تسمى المعادلة الأولى العلاقة النسبية بين الطاقة وكمية الحركة. يمكن اشتقاقها باعتبار أن المقدار {\displaystyle {\frac {v^{2}}{c^{2}}}} يمكن كتابته بالشكل {\displaystyle {\frac {p^{2}}{\gamma ^{2}m_{0}^{2}c^{2}}}} حيث يمكن كتابة المقام (المخرج) بالشكل {\displaystyle {\frac {E^{2}}{c^{2}}}}. الآن، يمكن استبدال غاما في علاقة الطاقة. في حين تعتمد الطاقة E وكمية الحركة p على الإطار المرجعي الذي تقاسان فيه، الكمية E2 − (pc)2 غير متغيرة، وتظهر كـc2 ضعفًا من مربع طويلة الشعاع الرباعي لكمية الحركة أي (m0c)2.
الكتلة غير المتغيرة لنظام ما:
{\displaystyle {m_{0}}_{\text{tot}}={\frac {\sqrt {E_{\text{tot}}^{2}-(p_{\text{tot}}c)^{2}}}{c^{2}}}}
تختلف عن مجموع الكتل السكونية للجسيمات التي تكونها بسبب الطاقة الحركية وطاقة الربط. الكتلة السكونية ليست كمية محفوظة في النسبية الخاصة بعكس ما هو الحال في الفيزياء النيوتونية. ولكن، حتى ولو كان الجسم يتغير داخليًّا، ما دام لا يتبادل الطاقة مع محيطه، فلن تتغير الكتلة السكونية، ويمكن حسابها وإيجاد نفس النتيجة مهما يكن الإطار المرجعي المستخدَم.
يدعى الجسيم ذو الكتلة السكونية التي تساوي الصفر جسيمًا عديم الكتلة. يُعتقد أن الفوتونات والغرافيتونات جسيمات عديمة الكتلة، والنيوترينو يكاد يكون كذلك أيضًا.